# كسر الصمت (منظمة إسرائيلية)
كسر الصمت أو شوفريم شتيكاه، (العبرية: שוברים שתיקה) هي منظمة إسرائيلية،  مناهضة للاحتلال، متخصصة بنشر انتهاكات جنود الجيش الإسرائيلي بحق الفلسطينين في المناطق المحتلة عام 1967، تأسست المنظمة في عام 2004 من قبل جنود مسرحين من الجيش الإسرائيلي الذين خدموا في الأراضي المحتلة  وقرروا نشر حقائق ما يحدث هناك، وخاصة في مدينة الخليل. وتعلن المنظمة أن هدفها هو رفع مستوى الوعي للواقع اليومي في المناطق المحتلة وخلق حوار مجتمعي عام حول الثمن الأخلاقي الناتج عن احتلال والسيطرة على السكان المدنيين الفلسطينيين.

## عمل المنظمة
تعمل المنظمة على جمع شهادات الجنود المسرحين من الخدمة وتنشر الحالات التي يعتقد يكون ان الجنود أو المستوطنين قاموا بالتتعذيب أو الاعتداء على الفلسطينيين، بما في ذلك حالات النهب وتدمير الممتلكات، وإطلاق النار بصورة غير قانونية أو أعمال غير اخلاقية أخرى.
تدعي المنظمة أن كبار الضباط في الجيش الإسرائيلي على علم بهذه الانتهاكات، وان الامر يشكل ظاهرة مبرمجة وليس حالات نادرة. من جهته شكك الجيش الإسرائيلي بصحة الشهادات، وفي ديسمبر 2015 ، حظر وزير الدفاع أنذاك موشيه يعلون أي تعاون بين الجيش الإسرائيلي وكسر الصمت. وفي ذات الوقت حظر وزير التعليم نفتالي بينيت أنشطتهم في المدارس، وسط عاصفة اعلامية وتهجمات علنية على المنظمة واتهامها بالكذب وبمعاداة إسرائيل، حيث نشر عن عمليات تجسس واختراق لصفوف من قبل جهات من اليمين المتطرف.

## التأسيس والنشاط

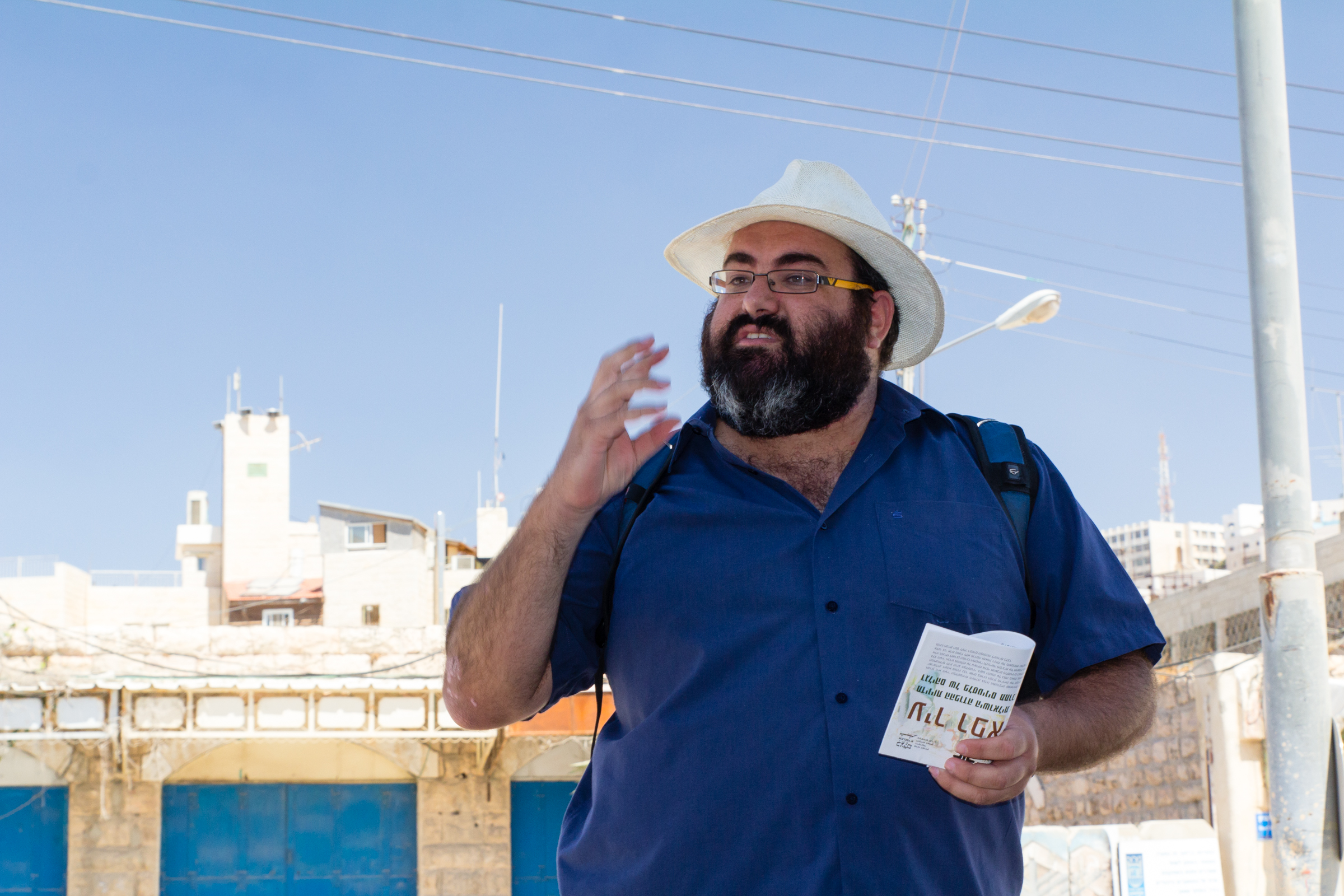
يهودا شاؤول في جولة في الخليل ، 2015

بدأ النشاط العام للمنظمة في يونيو 2004، عندما قام يهودا شاؤول، وهو جندي حدم في الخليل كجزء من الكتيبة الخمسين من لواء ناحال، بتنظيم معرض للصور والاشكال بعنوان «محاربون يتحدثون عن الخليل» في كلية تل أبيب. وثق المعرض تجربة شاؤول وأصدقائه خلال خدمتهم في الخليل. وأمر المدعي العام العسكري بفتح تحقيق حول الشهادات المقدمة في المعرض.  بينما صادر محققو الشرطة العسكرية بعض المعروضات في المعرض واستدعوا أربعة من منظميها للتحقيق. 
تعمل المنظمة في إسرائيل والخارج. وتشارك في المؤتمرات والمحاضرات في الجامعات والمؤسسات الأخرى، وتنشر المعلومات في وسائل الإعلام.
بمناسبة الذكرى العاشرة للانتفاضة الثانية، نشرت المنظمة كتابًا بعنوان «احتلال الأراضي المحتلة»، يعرض الأساليب التي تستخدمها قوات الأمن وفقًا للشهادات التي تم جمعها.
في عام 2016 اظهرت احصائيات المنظمة، ان 27 الف شاركوا في الجولات والمحاضرات التي نظمتها المنظمة، 40٪ من المشاركين ليسوا إسرائيليين و 22٪ من غير اليهود.

### جولات في الخليل

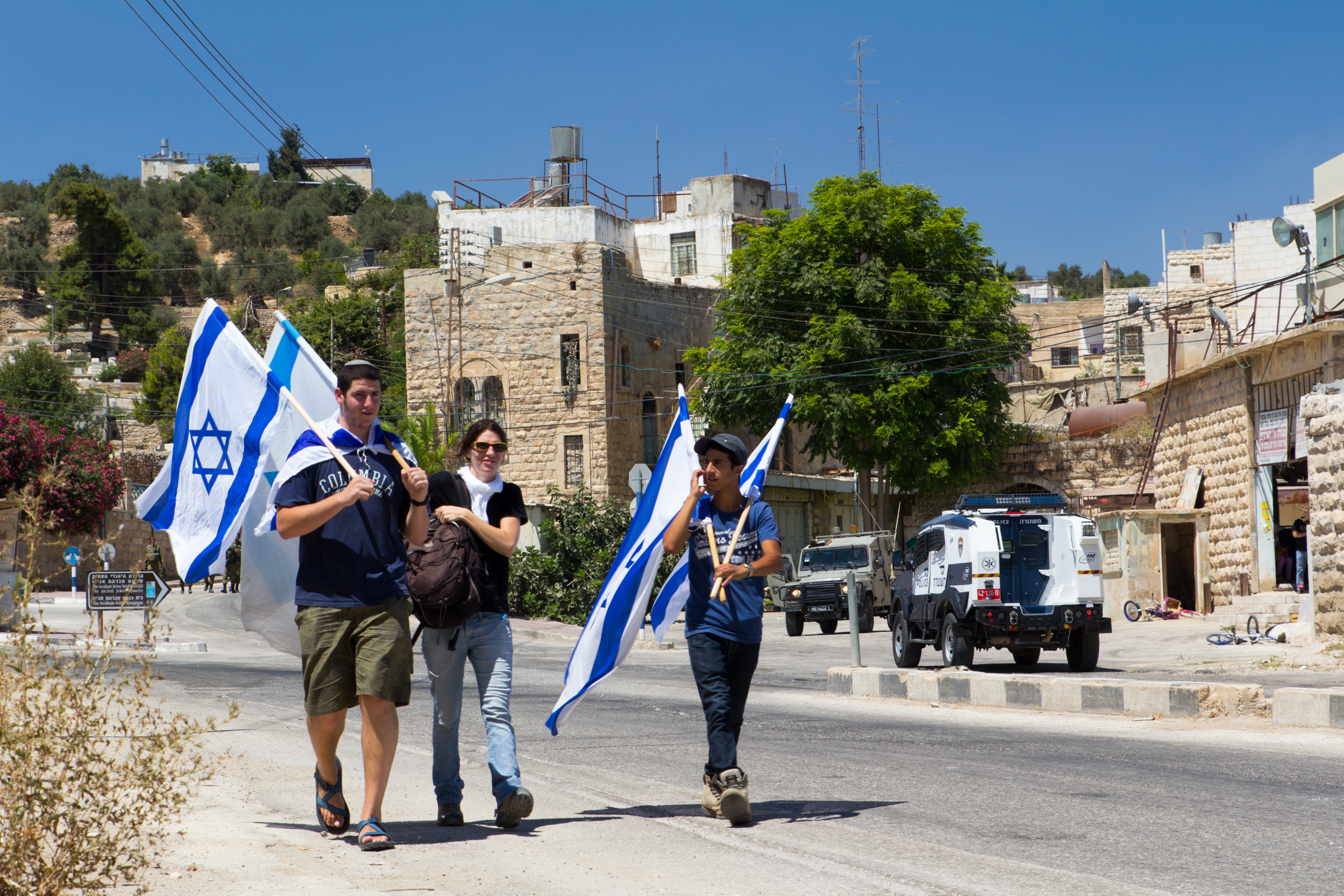
يولي نوفاك ، مديرة "كسر الصمت" ، يحيطها مستطونون في الخليل، أغسطس 2015

عادة ما يتم الاعتداء أو محاولة ايقاف الجولات من قبل المستوطنين اليهود في الخليل، وفرضت شرطة الخليل قيودًا على جولات «كسر الصمت» في الخليل بادعاء انها تؤجج الأجواء في المنطقة، وفي فترات معينة تم إيقافها تمامًا. التمست المنظمة إلى المحكمة العليا لتمكينها من تسيير جولات اطلاع في الخليل، وافقت المحكمة العليا استمرار الجولات ضمن فترة تجريبية بالتنسيق مع الشرطة والجيش.

### عملية الرصاص المصبوب
بعد بضعة أشهر من عملية الرصاص المصبوب، نشرت المنظمة تقريراً يحتوي على 54 شهادة جنود حول العملية. 

### عملية تسوك ايتان
في ايار 2015، نشرت المنظمة تقريراً يحوي 60 شهادة من قبل جنود حول استهداف المدنيين الابرياء في قطاع غزة خلال الحملة العسكرية.
أثار التقرير تغطية إعلامية واسعة في إسرائيل وحول العالم، وقد تمت قراءة بعض الشهادات في الكنيست من قبل نواب ميرتس.  تبنت حماس التقرير ووصفت الأفعال الموصوفة بجرائم الحرب وطالبت بمحاكمة المسؤولين عنها.  أجزاء من التقرير نشرت أيضًا في وسائل الإعلام الإيرانية. 
رداً على التقرير، حاول عدد من جنود الجيش الإسرائيلي الذين خدموا خلال عملية تسوك إيتان تكذيب المنظمو وقدموا شهادتهم الخاصة من العملية، والتي عرضوها كخدمة اخلاقية.
في يونيو 2015، التقى ممثلو «كسر الصمت» بأعضاء البيت الأبيض ووزارة الخارجية لتقديم تقرير المنظمة حول عملية الجرف الصامد (تسوك ايتان). 
تم اقتباس تقرير «كسر الصمت» عن العملية في تقرير مجلس حقوق الإنسان التابع للأمم المتحدة.
في يوليو 2015، أعلن عن فتح عدد من التحقيقات من قبل الشرطة العسكرية الإسرائيلية حول الحالات التي وثقتها المنظمة.
في يونيو 2018 ، نشر دين إيساكاروف مقالًا روي فيه أنه خلال عملية تسوك إيتان، حيث خدم كقائد لفصيلة الاحتياط، «لقد دمرنا قرى بأكملها بالجرافات ودمرنا الحقول المهجورة لمن فروا».  شهادة يساشاروف لقيت الكثير من النفي والمعارضة والاتهام بالكذب، حيث نفى قائده روايات التدمير العشوائي لبيوت الفلسطينيين، وادعى ان تلك مباني مستخدمة للإرهاب. 
في عام 2016، قرر قسم دراسات الشرق الأوسط بجامعة بن غوريون في النقب منح جائزة برلسون (التي تُمنح سنويًا للأفراد والمنظمات غير الربحية التي ساهمت في التفاهم بين اليهود والعرب) بمبلغ 20.000 شيكل جديد لكسر الصمت. الا ان رئيس الجامعة ألغى القرار، بسبب الاحتجاج على عمل المنظمة.

## جدل يحيط بأنشطة المنظمة
تُنتقد منظمة «كسر الصمت» بسبب نشاطها، حيث يزعم النقاد أنها تشويه لجنود الجيش الإسرائيلي في الخارج وتشويه سمعة دولة إسرائيل. السياسية والصورة. حيث تتعرض المنظمة بشكل مستمر لمحاولات تجميد تمويلها، ومنع نشاطها، إضافة الا اختراقها من قبل محتالون من خلال تقديم شهادة زائفة، والتشكيك في مصداقيتها.
في نهاية أبريل 2017، نشر «كسر الصمت» شهادة من الناطق باسمه، دين إيساخاروف، حول خدمته كقائد فصيلة، حيث اقدموا على ضرب فلسطيني مكبل والتي اصيب جراءها بالنزيف والإغماء، تعرضت هذه الشهادة بشكل خاص لحملة من التكذيب والنقد، من قبل رفاق ايساخاروف في الفصيلة، ومن ثم من خلال فتح تحقيق ضده بأمر من وزيرة العدل ايليت شكد، ووجدت الشرطة العسكرية فلسطينيا ادلى بشهادة، وانكر ان الحادث حصل، مما حذا النيابة بأصدار تقريرها ان ايساخاروف كاذب، ليتضح لاحقاً ان الفلسطيني الذي تم استجوابه لا يمت بصلة للحالة التي شهد بها ايساخاروف. وبعد إغلاق القضية، وجدت المنظمة شهادة لجندي سابق لم يتم استجوابه، والذي اكد قصة ايسخاروف.

### القيود على أنشطتها
خلال 2015 أوعزت نائبة وزير الخارجية، تسيبي هوتوفلي، إلى السفارات الإسرائيلية في سويسرا وألمانيا بالعمل على منع معرض «كسر الصمت» حول عملية تسوك ايتان، والذي شمل أدلة وشهادات لمقاتلين. بسبب الضغط تم إلغاء المعرض في ألمانيا  بينما تم افتتاح المعرض في سويسرا كما كان مخطط له. 
في ديسمبر 2015 ، حظر وزير الدفاع موشيه يعلون أي نشاط مشترك لالجيش الإسرائيلي مع «كسر الصمت» مثل إلقاء محاضرات وورش عمل من قبل ممثلي المنظمة للجنود أو المشاركة في مناقشات مشتركة. بعد بضعة أيام، أعلن وزير التعليم نفتالي بينيت أنه قرر حظر أنشطة المنظمة في نظام التعليم، وخاصة محاضرات ممثليها في المدارس الثانوية.  في 16 يوليو، عام 2018 وافقت الكنيست على قانون يخول وزير التربية والتعليم بمنع الدخول إلى المدارس من المنظمات التي تعمل ضد الخدمة في الجيش الإسرائيلي أو ضد الجنود، وكان الدافع وراء سن القانون محاولة منع نشاط «كسر الصمت». 
في 31 أغسطس 2018 ، احتجز ضباط شرطة الحدود المدير العام للمنظمة أفنير جفرياهو، الناطق بلسان المنطمة أحيا شاتس والمحامي مايكل سفارد، بعد محاولتهم دخول موقع متسبيه يائير، الذي أُعلن أنه منطقة عسكرية مغلقة. 
في أبريل 2017، زار وزير الخارجية الألماني زجمار غابرييل إسرائيل خلال الزيارة اشترط رئيس الوزراء بنيامين نتنياهو اجتماعه معه بالغائه اجتماع مخطط له مع ممثلي «كسر الصمت» وبتسيلم. الا ان الوزير الألماني لم يلبي هذا الطلب وبالتالي لم يجتمع مع نتنياهو في زيارته.
في يوليو 2018 تعرض يهودا شاؤول للضرب والجرح أثناء قيامه بجولة في الخليل. اعتقلت الشرطة ناشطًا يمينيًا لاستجوابه. 

## الروابط الخارجية
- كسر الصمت الموقع الرسمي
- كسر الصمت  على شبكة الفيسبوك الاجتماعية
- كسر حاجز الصمت - موقع شبكة (Guidestar) إسرائيل
- احتلال المناطق - شهادات الجنود 2000-2010 ، كسر الصمت، 2011
- إستي أهارونوفيتش،   تمكن برنامج «كسر الصمت» من التحدث إلى الكثير من الناس. الآن تساهم في الحديث ، هاآرتس، 13 نوفمبر 2010
- مؤتمر كسر الصمت ، معهد فان لير
- نيتا اهيتوف،   كسر جدار اللامبالاة: عشر سنوات لكسر الصمت ، هاآرتس، 5 يونيو 2014
- يهودا شاؤول،   مكتب الناطق بلسان الجيش الإسرائيلي ، هآرتس، 8 يونيو 2014
- تل شنايدر، 10 سنوات من كسر الصمت، مقابلة ، 2 يونيو 2014
- المدير التنفيذي لكسر الصمت: «جعل خدمة وطنية لإسرائيل» ، وموقع ! والا أخبار 21 يونيو 2015
- إحياء باراك،   «نحن نوصي عن الانظار، ولكن هذا ليس خيارا. ما هي، في كل مرة شخص يتصرف مثل وحش حفاظ على أفواهنا؟» موقع ماكو 24 يونيو 2015
- هذا ما تبدو عليه جولات " كسر الصمت "، «عالم الصباح» ، مع أفري جلعاد وهيلا كوراش، الموقع الإعلامي
- القناة 20 ،   "The Breaking the Silence Blood Libels" ، على القناة 7 ، 2 ديسمبر 2015
- عاموس هاريل،   محاولة إسكات مكارثي من خلال كسر الصمت ، هاآرتس، 18 ديسمبر 2015
- ايلان ليور،   كسر الصمت: لماذا في الخارج؟ «الاحتلال ليس تجارة داخلية لإسرائيل» ، هآرتس، 18 ديسمبر 2015
- مابات - الإصدار الأول: العلاقة بين كسر الصمت و BDS ، على الرغم من إنكار ، مابات، قناة يوتيوب لهيئة الإذاعة الإسرائيلية، 20 ديسمبر 2015
- عاموس هاريل وجيلي كوهين،   لحظة حاسمة لكسر الصمت: ستحدد المحكمة ما إذا كانت الدولة سوف تكون قادرة على فرض الكشف عن الشهود ، هاآرتس، 18 مايو 2016
- ايال هاريل،   أنا أيضًا، جندي مقاتل رئيسي في الاحتياط، يكسر الصمت ، هاآرتس، 18 يونيو 2017
- المصدر، «المصدر»: كيف يمكن لكسر الصمت أن يستفز دولة بأكملها؟ ، على موقع «الشبكة 13»، 12 يوليو 2016 (في الأصل، من موقع «نانا 10»)
- آفروم تومر، حكيم صمت الحكمة ، شيلة، 18 يونيو 2018